# أميريكا (درنته)

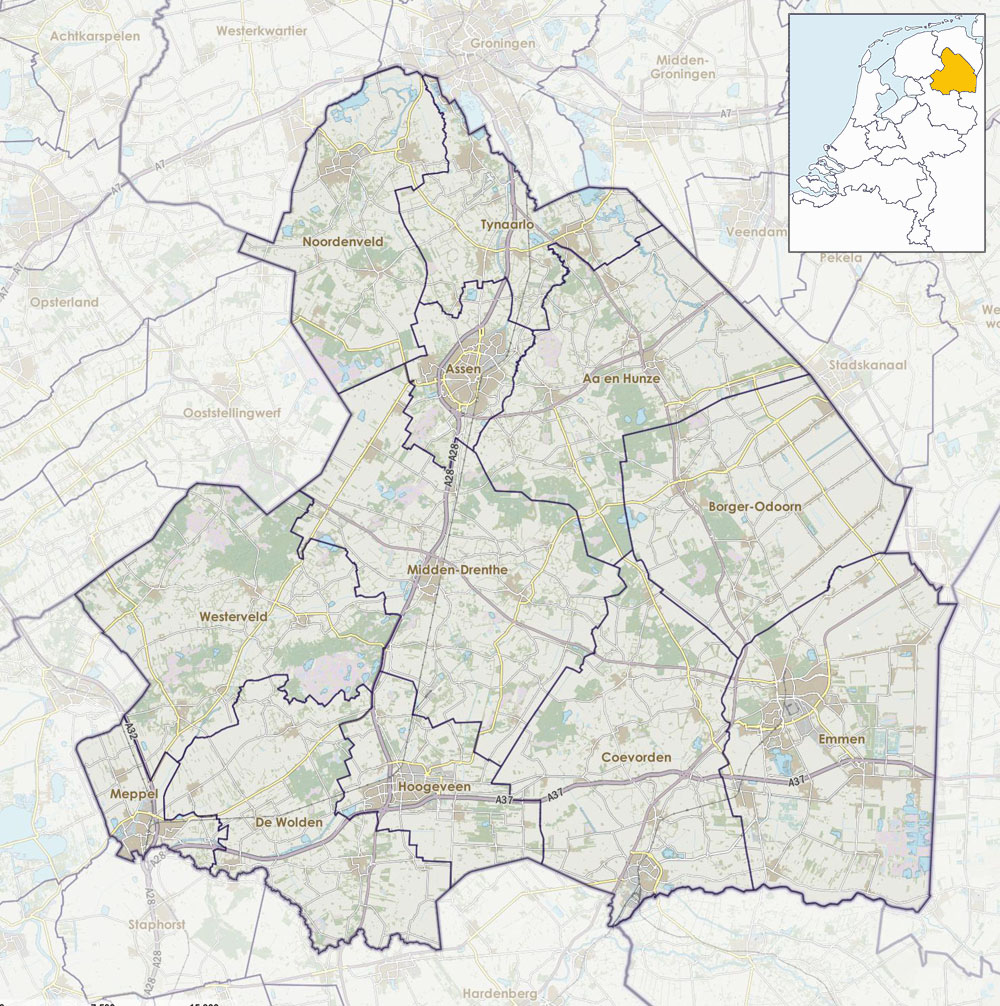

أميريكا  هي نجع بهولندا. وهي جزء من قرية Een، في بلدية نوردنفيلد بمقاطعة درينته. يبلغ ارتفاع أميريكيا 4 أمتار (13 feet) +NAP.
اسم القرية أقدم من اسم قارة أمريكا[ ؟ ].[بحاجة لمصدر]